# Svjetsko prvenstvo u motociklizmu 1999. – 500cc
Svjetsko prvenstvo u motociklizmu u klasi 500cc za 1999. godinu je osvojio španjolski vozač Àlex Crivillé na motociklu Honda NSR500 u momčadi Repsol Honda Team. 
 
Sezona je obilježena ozljedom aktualnog peterostrukog prvaka Michaela Doohana, koji se ozlijedio na trećoj utrci prvenstva, te se potom povukao iz utrkivanja. 

## Raspored utrka i osvajači postolja
1999. godine je bilo na rasporedu 16 trkačih vikenda Svjetskog prvenstva i na svima su vožene utrke u klasi 500cc.
| rb | datum               | staza                              | utrka                 | službeni naziv utrke                            | pole poz.                | motocikl  | naj.krug          | motocikl | pobjednik         | motocikl | drugoplasirani    | motocikl | trećeplasirani    | motocikl | izvj.                                                     |
| -- | ------------------- | ---------------------------------- | --------------------- | ----------------------------------------------- | ------------------------ | --------- | ----------------- | -------- | ----------------- | -------- | ----------------- | -------- | ----------------- | -------- | --------------------------------------------------------- |
| 1  | 18. travnja 1999.   | Sepang                             | VN Malezije           | Marlboro Malaysian Grand Prix 1999              | John Kocinski            | Honda     | Michael Doohan    | Honda    | Kenny Roberts Jr. | Suzuki   | Carlos Checa      | Yamaha   | Àlex Crivillé     | Honda    | [ 1 ] [ 2 ] [ 3 ] [ 4 ] [ 5 ] [ 6 ] [ 7 ] [ 8 ] [ 9 ]     |
| 2  | 25. travnja 1999.   | Twin-Ring Motegi                   | VN Japana             | Marlboro Grand Prix of Japan                    | Kenny Roberts Jr.        | Suzuki    | Michael Doohan    | Honda    | Kenny Roberts Jr. | Suzuki   | Michael Doohan    | Honda    | Norifumi Abe      | Yamaha   | [ 1 ] [ 2 ] [ 3 ] [ 4 ] [ 5 ] [ 10 ] [ 11 ] [ 12 ] [ 13 ] |
| 3  | 9. svibnja 1999.    | Jerez                              | VN Španjolske         | Gran Premio Marlboro de España                  | Àlex Crivillé            | Honda     | Àlex Crivillé     | Honda    | Àlex Crivillé     | Honda    | Max Biaggi        | Yamaha   | Sete Gibernau     | Honda    | [ 1 ] [ 2 ] [ 3 ] [ 4 ] [ 5 ] [ 14 ] [ 15 ] [ 16 ] [ 17 ] |
| 4  | 23. svibnja 1999.   | Paul Ricard (Le Castellet)         | VN Francuske          | Grand Prix de France Moto 99                    | Max Biaggi               | Yamaha    | Kenny Roberts Jr. | Suzuki   | Àlex Crivillé     | Honda    | John Kocinski     | Honda    | Tetsuya Harada    | Aprilia  | [ 1 ] [ 2 ] [ 3 ] [ 4 ] [ 5 ] [ 18 ] [ 19 ] [ 20 ] [ 21 ] |
| 5  | 6. lipnja 1999.     | Mugello                            | VN Italije            | Gran Premio d'Italia IP                         | Tetsuya Harada           | Aprilia   | Kenny Roberts Jr. | Suzuki   | Àlex Crivillé     | Honda    | Max Biaggi        | Yamaha   | Tadayuki Okada    | Honda    | [ 1 ] [ 2 ] [ 3 ] [ 4 ] [ 5 ] [ 22 ] [ 23 ] [ 24 ] [ 25 ] |
| 6  | 20. lipnja 1999.    | Catalunya (Barcelona)              | VN Katalonije         | Gran Premi Marlboro de Catalunya                | Jurgen van den Goorbergh | MuZ Weber | Sete Gibernau     | Honda    | Àlex Crivillé     | Honda    | Tadayuki Okada    | Honda    | Sete Gibernau     | Honda    | [ 1 ] [ 2 ] [ 3 ] [ 4 ] [ 5 ] [ 26 ] [ 27 ] [ 28 ]        |
| 7  | 26. lipnja 1999.    | Assen                              | VN Nizozemske         | Rizla Dutch TT                                  | Tadayuki Okada           | Honda     | Tadayuki Okada    | Honda    | Tadayuki Okada    | Honda    | Kenny Roberts Jr. | Suzuki   | Sete Gibernau     | Honda    | [ 1 ] [ 2 ] [ 3 ] [ 4 ] [ 5 ] [ 29 ] [ 30 ] [ 31 ] [ 32 ] |
| 8  | 4. srpnja 2023.     | Donnington Park                    | VN Britanije          | British Grand Prix                              | Tadayuki Okada           | Honda     | Àlex Crivillé     | Honda    | Àlex Crivillé     | Honda    | Tadayuki Okada    | Honda    | Tetsuya Harada    | Aprilia  | [ 1 ] [ 2 ] [ 3 ] [ 4 ] [ 5 ] [ 33 ] [ 34 ] [ 35 ] [ 36 ] |
| 9  | 18. srpnja 1999.    | Sachsenring                        | VN Njemačke           | Polini Motorrad Grand Prix Deutschland          | Kenny Roberts Jr.        | Suzuki    | Alex Barros       | Honda    | Kenny Roberts Jr. | Suzuki   | Àlex Crivillé     | Honda    | Norifumi Abe      | Yamaha   | [ 1 ] [ 2 ] [ 3 ] [ 4 ] [ 5 ] [ 37 ] [ 38 ] [ 39 ] [ 40 ] |
| 10 | 22. kolovoza 1999.  | Brno                               | VN Češke Republike    | Grand Prix České Republiky                      | Jurgen van den Goorbergh | MuZ Weber | Tadayuki Okada    | Honda    | Tadayuki Okada    | Honda    | Àlex Crivillé     | Honda    | Kenny Roberts Jr. | Suzuki   | [ 1 ] [ 2 ] [ 3 ] [ 4 ] [ 5 ] [ 41 ] [ 42 ] [ 43 ]        |
| 11 | 5. rujna 1999.      | Imola (Enzo e Dino Ferrari)        | VN Grada Imole        | Gran Premio Breil Città di Imola                | Àlex Crivillé            | Honda     | Alex Barros       | Honda    | Àlex Crivillé     | Honda    | Alex Barros       | Honda    | Max Biaggi        | Yamaha   | [ 1 ] [ 2 ] [ 3 ] [ 4 ] [ 5 ] [ 44 ] [ 45 ] [ 46 ] [ 47 ] |
| 12 | 19. rujna 1999.     | Valencia                           | VN Zajednice Valencia | Gran Premio MoviStar de la Comunitat Valenciana | Régis Laconi             | Yamaha    | Kenny Roberts Jr. | Suzuki   | Régis Laconi      | Yamaha   | Kenny Roberts Jr. | Suzuki   | Garry McCoy       | Yamaha   | [ 1 ] [ 2 ] [ 3 ] [ 4 ] [ 5 ] [ 48 ] [ 49 ] [ 50 ] [ 51 ] |
| 13 | 3. listopada 1999.  | Phillip Island                     | VN Australije         | Qantas Australian Grand Prix                    | Kenny Roberts Jr.        | Suzuki    | Kenny Roberts Jr. | Suzuki   | Tadayuki Okada    | Honda    | Max Biaggi        | Yamaha   | Régis Laconi      | Yamaha   | [ 1 ] [ 2 ] [ 3 ] [ 4 ] [ 5 ] [ 52 ] [ 53 ] [ 54 ] [ 55 ] |
| 14 | 10. listopada 1999. | Phakisa Freeway                    | VN Južne Afrike       | South African Grand Prix                        | Tadayuki Okada           | Honda     | Sete Gibernau     | Honda    | Max Biaggi        | Yamaha   | Sete Gibernau     | Honda    | Àlex Crivillé     | Honda    | [ 1 ] [ 2 ] [ 3 ] [ 4 ] [ 5 ] [ 56 ] [ 57 ] [ 58 ] [ 59 ] |
| 15 | 24. listopada 1999. | Jacarepaguá (Nelson Piquet)        | VN Rio de Janeira     | Telefônica Celular Rio Grand Prix               | Kenny Roberts Jr.        | Suzuki    | Max Biaggi        | Yamaha   | Norifumi Abe      | Yamaha   | Max Biaggi        | Yamaha   | Kenny Roberts Jr. | Suzuki   | [ 1 ] [ 2 ] [ 3 ] [ 4 ] [ 5 ] [ 60 ] [ 61 ] [ 62 ] [ 63 ] |
| 16 | 31. listopada 1999. | Buenos Aires (Juan y Oscar Gálvez) | VN Argentine          | Gran Premio Marlboro de Argentina               | Kenny Roberts Jr.        | Suzuki    | Kenny Roberts Jr. | Suzuki   | Kenny Roberts Jr. | Suzuki   | Max Biaggi        | Yamaha   | Norifumi Abe      | Yamaha   | [ 1 ] [ 2 ] [ 3 ] [ 4 ] [ 5 ] [ 64 ] [ 65 ] [ 66 ] [ 67 ] |

VN Nizozemske - također navedena kao Dutch TT 

VN Britanije - također navedena kao VN Velike Britanije 

VN Grada Imole - također navedena kao VN Imole 

VN Zajednice Valencia - također navedena kao VN Valencije 

VN Rio de Janeira - također navedena kao VN Rija, odnosno VN Brazila

## Poredak za vozače
Sustav bodovanja
Bodove osvaja prvih 15 vozača u utrci. 
| pozicija u utrci | 1. | 2. | 3. | 4. | 5. | 6. | 7. | 8. | 9. | 10. | 11. | 12. | 13. | 14. | 15. |
| bodovi           | 25 | 20 | 16 | 13 | 11 | 10 | 9  | 8  | 7  | 6   | 5   | 4   | 3   | 2   | 1   |

| mj. | vozač                    | konstruktor             | bm | momčad (tim)                                                       | motocikl                                    | bodova |
| --- | ------------------------ | ----------------------- | -- | ------------------------------------------------------------------ | ------------------------------------------- | ------ |
| 1.  | Àlex Crivillé            | Honda                   | 3  | Repsol Honda Team                                                  | Honda NSR 500 V4                            | 267    |
| 2.  | Kenny Roberts Junior     | Suzuki                  | 10 | Suzuki Grand Prix Team                                             | Suzuki RGV Γ 500 (XR89)                     | 220    |
| 3.  | Tadayuki Okada           | Honda                   | 8  | Repsol Honda Team                                                  | Honda NSR500 V4                             | 211    |
| 4.  | Max Biaggi               | Yamaha                  | 2  | Marlboro Yamaha Team                                               | Yamaha YZR500 (OWK1)                        | 194    |
| 5.  | Sete Gibernau            | Honda                   | 15 | Repsol Honda Team                                                  | Honda NSR500 V2 Honda NSR500 V4             | 165    |
| 6.  | Norifumi Abe             | Yamaha                  | 6  | Antena 3 Yamaha d'Antin                                            | Yamaha YZR500 (OWK1)                        | 136    |
| 7.  | Carlos Checa             | Yamaha                  | 4  | Marlboro Yamaha Team                                               | Yamaha YZR500 (OWK1)                        | 125    |
| 8.  | John Kocinski            | Honda                   | 19 | Kanemoto Nettaxi Honda                                             | Honda NSR500 V4                             | 115    |
| 9.  | Alex Barros              | Honda                   | 5  | MoviStar Honda Pons Team Telefônica Celular Team Telefónica Unifón | Honda NSR500 V4                             | 110    |
| 10. | Tetsuya Harada           | Aprilia                 | 31 | Aprilia Grand Prix Racing                                          | Aprilia RSW-2 500                           | 104    |
| 11. | Régis Laconi             | Yamaha                  | 55 | Red Bull Yamaha WCM                                                | Yamaha YZR500 (OWK1)                        | 103    |
| 12. | Juan Borja               | Honda                   | 14 | MoviStar Honda Pons Team Telefônica Celular Team Telefónica Unifón | Honda NSR500 V4                             | 92     |
| 13. | Nobuatsu Aoki            | Suzuki                  | 9  | Suzuki Grand Prix Team                                             | Suzuki RGV Γ 500 (XR89)                     | 78     |
| 14. | Garry McCoy              | Yamaha                  | 24 | Red Bull Yamaha WCM                                                | Yamaha YZR500                               | 65     |
| 15. | Haruchika Aoki           | TSR-Honda               | 26 | F.C.C. TSR FCC Technical Sports Racing                             | TSR-Honda AC50M                             | 54     |
| 16. | Jurgen van den Goorbergh | MuZ Weber               | 17 | Team Biland GP1                                                    | MuZ Weber 500                               | 40     |
| 17. | Michael Doohan           | Honda                   | 1  | Repsol Honda Team                                                  | Honda NSR500 V4                             | 33     |
| 18. | Simon Crafar             | Yamaha MuZ Weber        | 11 | Red Bull Yamaha WCM Team Biland GP1                                | Yamaha YZR500 (OWK1) MuZ Weber 500          | 19     |
| 19. | Sébastien Gimbert        | Honda                   | 22 | Tecmas Honda Elf                                                   | Honda NSR500 V2                             | 16     |
| 20. | Luca Cadalora            | MuZ Weber               | 7  | Team Biland GP1                                                    | MuZ Weber 500                               | 14     |
| 21. | Shin'ichi Itō            | Honda                   | 36 | Lucky Strike Honda Racing                                          | Honda NSR500 V2                             | 9      |
| 22. | Yukio Kagayama           | Suzuki                  | 16 | Suzuki Grand Prix Team                                             | Suzuki RGV Γ 500 (XR89)                     | 9      |
| 23. | José David de Gea        | TSR-Honda Honda Modenas | 52 | Team Maxon TSR Dee Cee Jeans Racing Team Proton KR Modenas         | TSR-Honda AC50M Honda NSR500 V2 Modenas KR3 | 8      |
| 24. | Markus Ober              | Honda                   | 18 | Dee Cee Jeans Racing Team                                          | Honda NSR500 V2                             | 7      |
| 25. | Anthony Gobert           | MuZ Weber               | 35 | Team Biland GP1                                                    | MuZ Weber 500                               | 6      |
| 26. | José Luis Cardoso        | TSR-Honda               | 25 | Team Maxon TSR                                                     | TSR-Honda AC50M                             | 6      |
| 27. | Michael Rutter           | Honda                   | 21 | Millar Honda                                                       | Honda NSR500 V2                             | 5      |
| 28. | Jean-Michel Bayle        | Modenas                 | 12 | Proton KR Modenas                                                  | Modenas KR3                                 | 4      |
| 29. | Noriyasu Numata          | MuZ Weber               | 71 | Team Biland GP1                                                    | MuZ Weber 500                               | 3      |
| 30. | Mark Willis              | BSL Modenas             | 68 | Buckley Systems BSL Racing Proton KR Modenas                       | BSL 500 V3 Modenas KR3                      | 3      |
| 31. | Mike Hale                | Modenas                 | 20 | Proton KR Modenas                                                  | Modenas KR3                                 | 3      |
| 32. | Jamie Whitham            | Modenas                 | 69 | Proton KR Modenas                                                  | Modenas KR3                                 | 2      |
| 32. | Steve Martin             | Honda                   | 37 | Dee Cee Jeans Racing Team                                          | Honda NSR500 V2                             | 2      |

 u ljestvici vozači koji su osvojili bodove u prvenstvu 

## Poredak za konstruktore
Sustav bodovanja
Bodove za proizvođača osvaja najbolje plasirani motocikl proizvođača među prvih 15 u utrci. 
| pozicija u utrci | 1. | 2. | 3. | 4. | 5. | 6. | 7. | 8. | 9. | 10. | 11. | 12. | 13. | 14. | 15. |
| bodovi           | 25 | 20 | 16 | 13 | 11 | 10 | 9  | 8  | 7  | 6   | 5   | 4   | 3   | 2   | 1   |

Honda prvak u poretku konstruktora. 
| mj. | konstruktor         | bod |
| --- | ------------------- | --- |
| 1.  | Honda               | 338 |
| 2.  | Yamaha              | 280 |
| 3.  | Suzuki              | 231 |
| 4.  | Aprilia             | 104 |
| 5.  | MuZ Weber           | 64  |
| 6.  | TSR-Honda           | 56  |
| 7.  | Modenas Modenas KR3 | 17  |

 u ljestvici konstruktori koji su osvojili bodove u prvenstvu 

## Vanjske poveznice
- (engl.) motogp.com
- (fr.) racingmemo.free.fr, LES CHAMPIONNATS DU MONDE DE VITESSE MOTO
- (engl.) motorsportstats.com, MotoGP
- (fr.) pilotegpmoto.com
- (nizoz.) jumpingjack.nl, Alle Grand-Prix uitslagen en bijzonderheden, van 1973 (het jaar dat Jack begon met racen) tot heden.
- (engl.) motorsport-archive.com, World 500ccm Championship :: Overview  Arhivirana inačica izvorne stranice od 6. srpnja 2022. (Wayback Machine)
- (engl.) the-sports.org, Moto - Moto GP - Prize list
- (engl.) motorsportmagazine.com, World Motorcycle Championship / MotoGP
- (engl.) motorsporttop20.com, Motorcycle Championships
- (engl.) progcovers.com, Motor Racing Programme Covers / FIM Grand Prix World Championship Programmes / 500cc Class / MotoGP
- (engl.) en.wikipedia.org, 1999 Grand Prix motorcycle racing season
- (tal.) it.wikipedia.org, Risultati del motomondiale 1999